# 1921 aux États-Unis
Pour des articles plus généraux, voir Chronologie des États-Unis et 1921.
Chronologie des États-Unis
- 1917
- 1918
- 1919
- 1920
- 1921
- 1922
- 1923
- 1924
- 1925

Cette page concerne des événements d'actualité qui se sont produits durant l'année 1921 du calendrier grégorien aux États-Unis.

## Gouvernement
- Président : Woodrow Wilson, jusqu'au 4 mars, puis Warren Harding
- Vice-président : Thomas R. Marshall jusqu'au 4 mars, puis Calvin Coolidge
- Chambre des représentants - Président

## Événements
- 4 mars : début de la présidence républicaine de Warren G. Harding aux États-Unis (fin en 1923)[1].
  - Andrew W. Mellon, secrétaire au Trésor. Herbert Hoover, secrétaire au Commerce. Charles E. Hughes, secrétaire d’État (1921-1926)[2].
- 19 mai : première loi sur l’immigration aux États-Unis : établissement de quotas par pays, qui favorisent l’immigration anglo-saxonne. Elle sera durcie en 1924.
- 31 mai et le 1er juin 1921 : massacre de masse qui se déroula dans le quartier de Greenwood à Tulsa dans l'Oklahoma.
- 10 juin : promulgation du Budget and Accounting Act. Cette loi oblige le président à soumettre au congrès un budget annuel de l'ensemble des dépenses du gouvernement fédéral.
- 1er juillet : création du General Accounting Office
- 14 juillet, affaire Sacco et Vanzetti : les anarchistes américains Nicola Sacco et Bartolomeo Vanzetti, déclarés coupables du meurtre du caissier et du gardien d’une usine de Braintree le 4 mai, sont condamnés à mort[3].
- En septembre éclate l'affaire Roscoe Arbuckle premier des grands scandale hollywoodiens qui conduira à la création du Code Hays.
- 23 novembre : Revenue Act. Pour lutter contre la récession, le Congrès abaisse l'impôt sur le revenu et augmente les droits de douane sur certains produits importés.
- Organisation du « Farm Bloc » au Congrès des États-Unis par les sénateurs William S. Keyon (Iowa) et Arthur Capper (Kansas) pour défendre l’agriculture. Ils obtiennent le vote d’un tarif d’urgence avec hausse des droits de douane sur l'importation des produits agricoles.
- Intervention américaine à Cuba (1921-1923).
- Crise de reconversion aux États-Unis (1921-1922). 4 270 000 chômeurs.
- Tarif protecteur pour l’agriculture aux États-Unis.
- Les États-Unis possèdent 50 % du stock d'or mondial.
- Premières lois fédérales limitant l'immigration.
- Excédent budgétaire (509 millions de dollars).

## Naissances en 1921
- 18 juillet : John Glenn, astronaute.
- 1er octobre : James Whitmore
- 3 novembre : Charles Bronson, acteur.

#### Articles généraux
- Histoire des États-Unis de 1918 à 1945